# Nový Dvůr (Chrášťany)
Nový Dvůr (deutsch Neuhof) ist ein Ortsteil der Gemeinde Chrášťany in Tschechien. Er liegt acht Kilometer nordwestlich von Rakovník und gehört zum Okres Rakovník.

## Geographie
Nový Dvůr befindet sich in der Rakovnická kotlina (Rakonitzer Kessel) im Rakonitzer Hügelland. Das Dorf liegt rechtsseitig des Baches Novodvorský potok. Nördlich erhebt sich der Zadní Houlice (420 m), im Osten der Kozlov (411 m), westlich die Vápenice (429 m) sowie im Nordwesten der Cikán (Zigeunerhöhe, 437 m). Nördlich des Ortes verläuft die Straße I/6 / E 48 zwischen Prag und Karlsbad.
Nachbarorte sind Povlčín, Milostín und Nesuchyně im Norden, V Kozlově, Hředle und Krupá im Nordosten,  Pečárkovský Mlýn und Krušovice im Osten, Podhůrka, Lišany, Ovčín und Lužná im Südosten, Bory,  Olešná und Chrášťany im Süden, Kněževes, Keblany, Zderaz und Heřmanov im Südwesten, Hokov, Hořesedly und Nová Ves im Westen sowie Vlkov, Rozkoš, Veclov, Svojetín und Janov im Nordwesten.

## Geschichte
Zwischen 1690 und 1692 ließ der Besitzer der Herrschaft Kroschau, Helfried Freiherr von Kaiserstein, nördlich von Kroschau einen neuen Meierhof anlegen, der den Namen Neuhof erhielt. Im Jahre 1700 erwarb Peter Ernst von Mollart die Herrschaft Kroschau durch Heirat mit Marie Ludmilla von Kaiserstein. Später besaßen Peter Ernst und Johann Nepomuk von Mollart die Herrschaft gemeinsam. Ab 1734 war letzterer alleiniger Besitzer, 1741 erbte seine Schwester Maria Anna Gräfin Meraviglia den Besitz. 1776 erbte Maria Annas Witwer Johann Stephan Graf Meraviglia die Herrschaft Woleschna, drei Jahre später folgte sein Sohn Anton Graf Meraviglia-Crivelli. Dieser ließ beim Neuhof ein Dorf mit sechs Chaluppen anlegen. Im Jahre 1808 hinterließ Anton Graf Meraviglia-Crivelli die Herrschaft 1808 seiner Frau, Eleonora geborene Gräfin von Traun. 1818 erbte ihr Sohn Anton Graf Meraviglia-Crivelli die Herrschaft Woleschna. Er verkaufte die Herrschaft 1836 für 220.000 Gulden sowie 500 Dukaten Schlüsselgeld an Karl Egon II. zu Fürstenberg, der Woleschna seinen vereinigten Herrschaften und Gütern Pürglitz, Kruschowitz, Nischburg, Wschetat, Skřiwan und Podmokl zuschlug.
Im Jahre 1843 bestand Neuhof bzw. Neudorf / Nowý Dwůr aus 16 Häusern mit 140 Einwohnern. Im Ort gab es einen Meierhof, eine Schäferei und ein Hegerhaus. Pfarrort war Woleschna. Bis zur Mitte des 19. Jahrhunderts blieb Neuhof dem an die Herrschaft Pürglitz angeschlossenen landtäfligen Allodialgut Woleschna untertänig.
Nach der Aufhebung der Patrimonialherrschaften bildete Nový Dvůr / Neuhof ab 1850 einen Ortsteil der Gemeinde Chrášťany im Bezirk und Gerichtsbezirk Rakonitz. Nach dem Tode des Karl Egon II. zu Fürstenberg erbte 1854 dessen zweitgeborener Sohn Max Egon I. die Pürglitzer Güter. Im Jahre 1918 verkaufte die Familie Fürstenberg das Schloss und Gut Olešná an die Stadt Rakovník. Infolge des Münchner Abkommens wurde Nový Dvůr von 1938 bis 1945 zum Grenzort mit dem Deutschen Reich. In den letzten Tagen des Zweiten Weltkrieges konnte die Freiwilligenpatrouille von Chrášťany am 9. Mai 1945 bei Nový Dvůr den am Massaker von Lidice beteiligten Gestapo-Angehörigen Rudolf Vlček aus Kladno festnehmen. Die Rote Armee besetzte das Dorf am nächsten Tag.
Im Jahre 1991 hatte das Dorf 38 Einwohner, beim Zensus von 2001 lebten in den 25 Wohnhäusern von Nový Dvůr 34 Personen. Nový Dvůr ist ein Hopfenanbaugebiet.

## Ortsgliederung
Der Ortsteil Nový Dvůr ist Teil des Katastralbezirkes Chrášťany u Rakovníka.

## Sehenswürdigkeiten
- Gedenkstein für die Gefallenen des Ersten Weltkrieges, geschaffen 1929
- Historischer Trafo-Turm